# Kolumna Wężowa
Kolumna Wężowa (stgr. Τρικάρηνος Ὄφις, tur. Yılanlı Sütun) – kolumna na Hipodromie w Stambule, odlana w 479 p.n.e. i przywieziona przez Konstantyna Wielkiego ze świątyni Apollina w Delfach w 324 n.e. 
Monument symbolizował zwycięstwo greckich polis nad Persami w bitwie pod Platejami. Początkowo miał postać trzech węży splecionych ze sobą, unoszących na głowach złotą urnę (wazę) o średnicy 2 metrów. Urna zaginęła jeszcze przed przeniesieniem kolumny do Konstantynopola, natomiast w czasach Imperium Osmańskiego, w XVII wieku zniszczono głowy węży. Jedna z nich znajduje się w Muzeum Archeologicznym w Stambule, druga w Muzeum Brytyjskim w Londynie. 

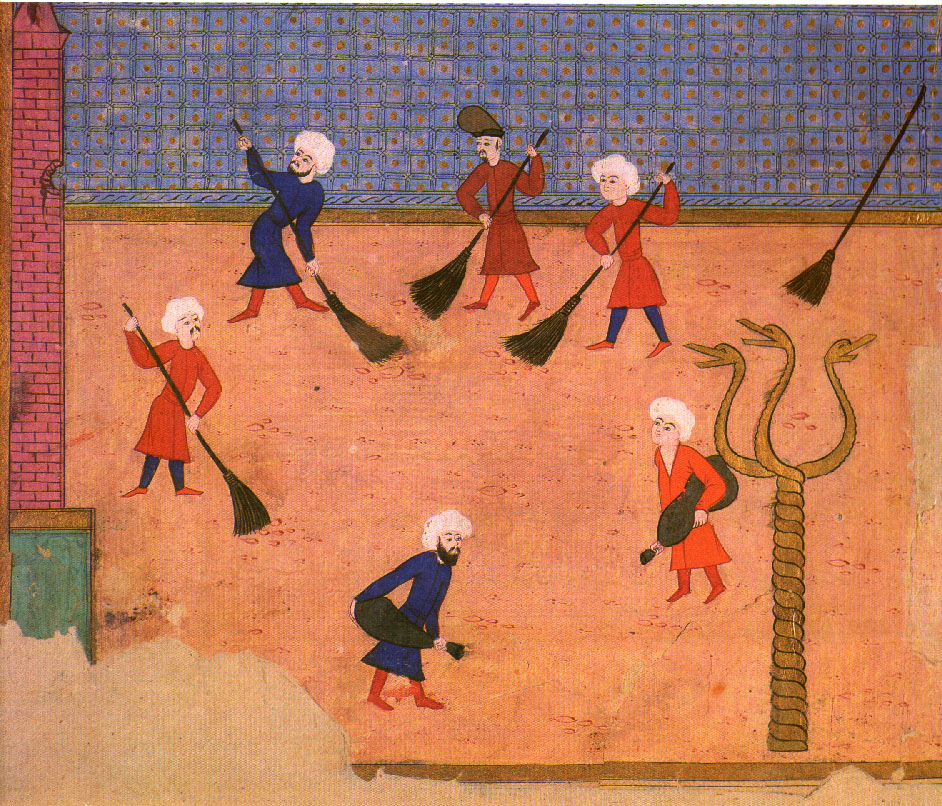
Miniatura osmańska z rękopisu Surname-ı Vehbi, ukazująca Kolumnę z trzema głowami wężowymi podczas uroczystości na Hipodromie w 1582

Kolumna miała wysokość 8 metrów, obecnie mierzy 5 metrów. W czasach bizantyjskich wykorzystywano ją jako fontannę. Brązowy trzon kolumny składa się z 29 zwojów.
Monument wspominany przez Herodota, Tukidydesa, Demostenesa, Diodoria Sycylijskiego, Pauzaniasza, Korneliusza Neposa oraz Plutarcha.